# Конвей (Нью-Гемпшир)
Конвей (англ. Conway) — місто (англ. town) в США, в окрузі Керролл штату Нью-Гемпшир. Населення — 9822 особи (2020).

## Демографія
Згідно з переписом 2010 року, у місті мешкало 10 115 осіб у 4479 домогосподарствах у складі 2638 родин. Було 6921 помешкання
Расовий склад населення:
| - 96,9 % — білих - 1,0 % — азіатів - 0,4 % — корінних американців - 0,3 % — чорних або афроамериканців |

До двох чи більше рас належало 1,2 %. Частка іспаномовних становила 1,0 % від усіх жителів.
За віковим діапазоном населення розподілялося таким чином: 19,7 % — особи молодші 18 років, 63,1 % — особи у віці 18—64 років, 17,2 % — особи у віці 65 років та старші. Медіана віку мешканця становила 44,5 року. На 100 осіб жіночої статі у місті припадало 96,8 чоловіків;  на 100 жінок у віці від 18 років та старших — 92,9 чоловіків також старших 18 років.
Середній дохід на одне домашнє господарство  становив 70 097 доларів США (медіана — 59 510), а середній дохід на одну сім'ю — 69 285 доларів (медіана — 59 216). Медіана доходів становила 42 290 доларів для чоловіків та 37 083 долари для жінок. За межею бідності перебувало 11,9 % осіб, у тому числі 18,4 % дітей у віці до 18 років та 4,4 % осіб у віці 65 років та старших.
Цивільне працевлаштоване населення становило 5527 осіб. Основні галузі зайнятості: мистецтво, розваги та відпочинок — 26,8 %, освіта, охорона здоров'я та соціальна допомога — 21,9 %, роздрібна торгівля — 12,5 %, будівництво — 8,7 %.